# Tatsuya Uemura
Tatsuya Uemura (上村建也, né le 23 juin 1960 et de nationalité japonaise) est un programmeur et compositeur de musiques de jeux vidéo.
Après son diplôme à l'université Doshisha de Kyoto, il s'engage chez Orca. Après la banqueroute rapide de cette dernière, il travaille chez Sega sur le jeu Repulse. Il s'engage ensuite pour la société Toaplan de 1985 à 1994 où il retrouve d'anciens de la société Orca. Il compose la majorité des musiques des jeux-vidéo développés par Toaplan. En 1994, année qui marquera la faillite de Toaplan, il rejoint la société Gazelle avec d'anciens de Toaplan comme Junya Inoue en tant que développeur ou il est notamment directeur sur le jeu Air Gallet.
En 1999 il rejoint la société Raizing ou il codéveloppe les shoot'em up Battle Bakraid, Dimahoo et Great Mahou Daisakusen.
En mai 2005 Tatsuya Uemura compose les arrangements de la bande-son du jeu Ibara. Tatsuya Uemura travaille actuellement dans la société Magic Seed.

## Ludographie

### En tant que compositeur
- Tiger Heli
- Flying Shark
- Twin Cobra
- Hellfire
- Zero Wing
- Dogyūn
- Out Zone

### En tant que développeur
- '99: The Last War
- Repulse
- Air Gallet
- Battle Bakraid
- Dimahoo
- Great Mahou Daisakusen